# Наталска жаба призрак
Наталските жаби призраци (Hadromophryne natalensis) са вид земноводни от семейство Призрачни жаби (Heleophrynidae), единствен представител на род Hadromophryne.
Срещат се в югоизточната част на Южна Африка
Таксонът е описан за пръв път от английския зоолог Джон Хюит през 1913 година.